# Quercus subhinoidea
Quercus subhinoidea és una espècie de roure que pertany a la família de les fagàcies i està dins del subgènere Cyclobalanopsis, del gènere Quercus.

## Descripció
Quercus subhinoidea és un arbre de 13 m d'alçada. Les branques amb pèls tomentosos estelats de color marró groguenc, de 6-8 forcats, aviat glabrescents; marró fosc i poc lenticel·lat amb l'edat. Les fulles poden assolir fins a 12 cm de llarg. El pecíol 1,5-2 cm, tomentós, glabrescent; el limbe de les fulles de color verd grisenc, oblong a lanceolat-el·líptic, de 7-12 × 2,5-4 cm, subtil, glabrós, base àmpliament cuneada i de vegades obliqua, marge bruscament serrat amb puntes serrades calloses, l'àpex és acuminat a una mica caudat; nervi central elevat adaxialment; nervi secundari (15-) 17-22 a cada costat del nervi central, fusionant-se a la dentada; Els nervis terciaris abaxialment conspícues. La cúpula és en forma de plat, 1-1,5 × aproximadament 3 cm, exterior velutinós; les bràctees en 8 o 9 anells, les basals més amples i erosionades, mitjanes 3 o 4 més denses, les apicals corbades a la vora de la cúpula. la gla aplanada, 1-1,5 x 2,5-3 cm, àpex impressionat; cicatriu d'uns 1,8 cm de diàmetre, convex; estil persistent, umbonat, puberulent de color groguenc. Fructifica entre els mesos d'agost i desembre (en branques d'1 any).

## Distribució i hàbitat
Quercus subhinoidea creix al sud de la Xina, a l'illa de Hainan (Ledong Xian), als boscos densos de les valls muntanyenques, entre els 300 i 500 m.

## Taxonomia
Quercus subhinoidea va ser descrita per Hickel i A.Camus i publicat a Acta Phytotaxonomica Sinica 7(1): 39–41, pl. 13, f. 2. 1958.
Etimologia
Quercus: nom genèric del llatí que designava igualment al roure i a l'alzina.
subhinoidea : epítet